# Campionati europei di 49er & 49er FX 1998
I Campionati europei di 49er & 49er FX 1998 si sono svolti a Helsinki, in Finlandia, dall'1 al 9 agosto.

## Podi
| Evento | Oro                                       | Argento                                 | Bronzo                                |
| 49er   | Regno Unito Paul Brotherton Neal McDonald | Polonia Paweł Kacprowski Paweł Kuźmicki | Regno Unito Ian Barker Simon Hiscocks |

## Medagliere
| Posiz. | Nazione     | Oro | Argento | Bronzo | Totale |
| ------ | ----------- | --- | ------- | ------ | ------ |
| 1      | Regno Unito | 1   | 0       | 1      | 2      |
| 2      | Polonia     | 0   | 1       | 0      | 1      |
| Totale | Totale      | 1   | 1       | 1      | 3      |